# Couiza
Couiza is een gemeente in het Franse departement Aude (regio Occitanie). De plaats maakt deel uit van het arrondissement Limoux. Couiza telde op 1 januari 2022 1.130 inwoners.

## Geografie
De oppervlakte van Couiza bedroeg op 1 januari 2022 6,77 vierkante kilometer; de bevolkingsdichtheid was toen 166,9 inwoners per km². De gemeente ligt aan de Aude.
De onderstaande kaart toont de ligging van Couiza met de belangrijkste infrastructuur en aangrenzende gemeenten.

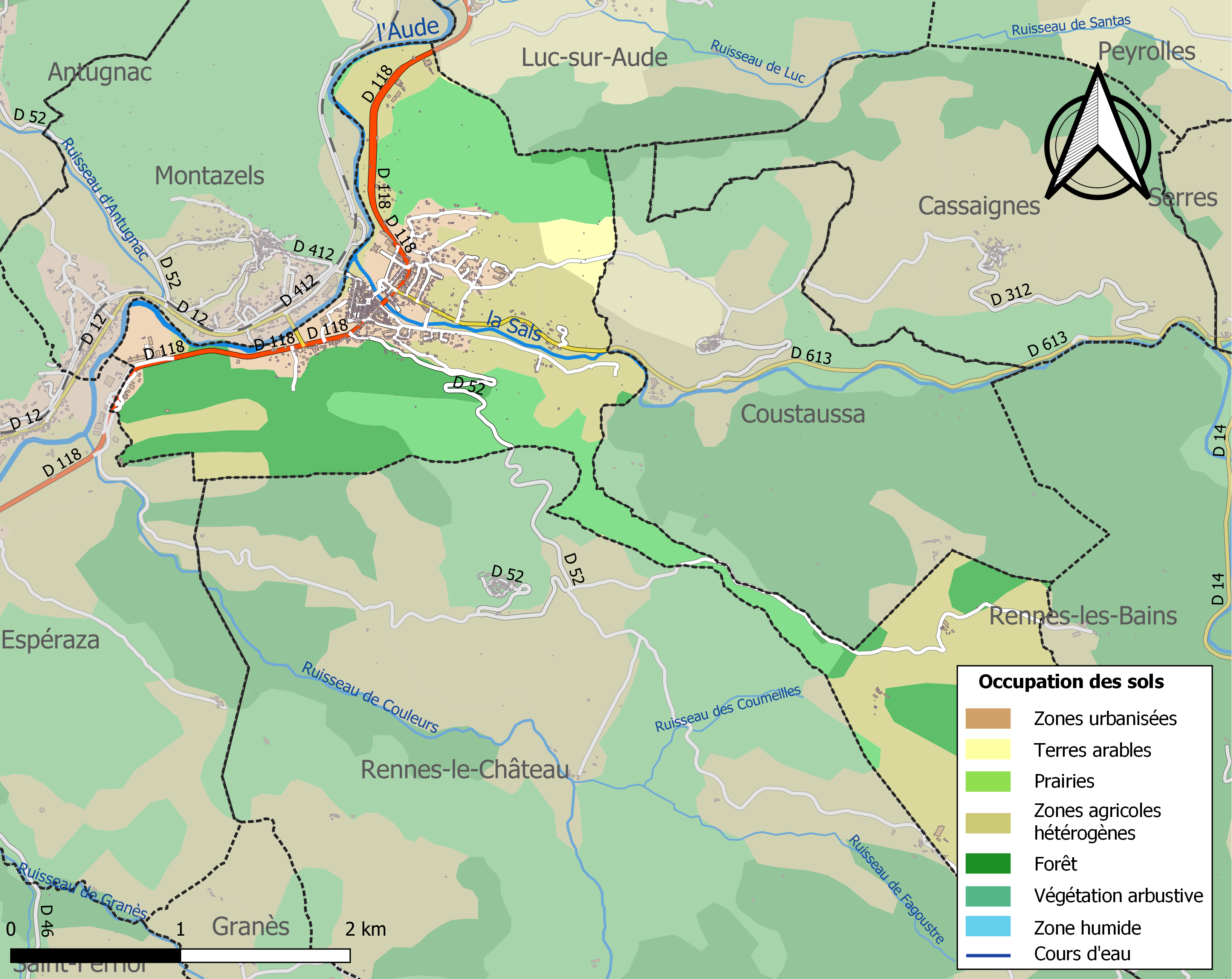

## Demografie
Onderstaande figuur toont het verloop van het inwonertal (bron: INSEE-tellingen).

Vanwege een beveiligingsprobleem met de MediaWiki Graph-software is het momenteel niet mogelijk deze grafiek weer te geven. Zodra de software is bijgewerkt zal de grafiek vanzelf weer zichtbaar worden.